# Hunor Kelemen
Hunor Kelemen (Cârța, 18 ottobre 1967) è un politico rumeno della comunità magiara di Romania, eletto per la legislatura 2000-2004 come deputato di Harghita per l'UDMR.
Hunor Kelemen è candidato alle elezioni presidenziali per l'UDMR nel 2009, guadagnando il 3,83% dei voti. Dopo l'entrata dell'UDMR al potere con il PD-L nel dicembre dello stesso anno, Kelemen divenne Ministro della Cultura nel governo Boc II.
Il 26 febbraio 2011 è stato eletto presidente dell'UDMR..

## Attività politica

### Candidato alla presidenza della Romania
Nel 2014 ha presentato la sua candidatura alle elezioni presidenziali del 2 novembre. Tiene la prima posizione al ballottaggio.
Secondo i risultati definitivi delle elezioni per la Presidenza della Romania, Kelemen Hunor candidato ha vinto al primo turno (tenutosi il giorno della Domenica, 2 novembre 2014) per un totale di 329 727 su 9,723,232 voti, rappresentando circa il 3,47% di tutti i voti espressi e convalidati.

### Ministro della cultura

#### Il progetto Roșia Montană
Anche se nel 2010 Kelemen Hunor si è dichiarato contro il Roșia Montană Gold Corporation (un progetto che coinvolge l'apertura di una grande operazione di cianurazione) nel luglio 2011, come ministro della cultura e del patrimonio nazionale, ha firmato un parere sul discarico archeologico sullo sfruttamento di Roșia Montană, dopo che la Commissione Nazionale di Archeologia ha inviato il suo certificato per l'approvazione, la stessa Commissione ha emesso nel 2004 un certificato di discarico che la Corte d'Appello di Brașov ha annullato con una decisione finale. La Commissione Archeologica ha convalidato la strategia RMGC (RMGC) per ridurre al minimo l'importanza e il valore eccezionale del massiccio del Cârnic, che ospita 7 km di gallerie romane e pre-romane, decine di chilometri di gallerie moderne. Poco prima di questa azione, ha approvato il ritiro del professor Ioan Piso, direttore del Museo nazionale di storia della Transilvania a Cluj, un sostenitore del patrimonio di Roşia Montană e avversario di progetto minerario.
In seguito alla decisione di concedere il certificato di scarico archeologico Carnic-Roșia Montană hanno avuto luogo diverse proteste a Bucarest e nelle principali città della Romania.

### Dopo il ministero
Nel contesto politico rumeno, il partito UDMR non è stato cooptato al governo USL iniziato nel 2012, e Kelemen Hunor ha dichiarato pubblicamente che ciò è avvenuto a causa della sua opposizione alla continua definizione della Romania attraverso la Costituzione come stato nazionale.
Alle elezioni presidenziali del 2024 ha conseguito il 4,5% dei voti.